# São Borja Airport
São Borja Airport är en flygplats i Brasilien.   Den ligger i kommunen São Borja och delstaten Rio Grande do Sul, i den södra delen av landet, 1 700 km sydväst om huvudstaden Brasília. São Borja Airport ligger 84 meter över havet.
Terrängen runt São Borja Airport är platt. Närmaste större samhälle är São Borja, 3,0 km öster om São Borja Airport.
Trakten runt São Borja Airport består till största delen av jordbruksmark. Runt São Borja Airport är det ganska glesbefolkat, med 21 invånare per kvadratkilometer.